# Řád 17. května
Řád 17. května (španělsky: Orden 17 de Mayo) je státní vyznamenání Kubánské republiky založené roku 1989. Udílen je za mimořádné zásluhy a osobní přínos pro národní hospodářství v zemědělském sektoru.

## Historie a pravidla udílení
Řád byl založen dekretem č. 112 dne 24. května 1989. Udílen je Státní radou Kuby na základě návrhů od Národního úřadu národní asociace drobných zemědělců (ANAP). Pojmenován byl po Dni kubánského rolníka, který připomíná vraždu vůdce rolníků Niceta Péreze, ke které došlo roku 1946. Může být udělen jak občanům Kuby, tak cizím státním příslušníkům za mimořádné zásluhy a osobní přínos pro národní hospodářství v zemědělském sektoru, kteří si zároveň zachovali příkladný postoj v souladu s myšlenkami revoluce a jenž si vybudovali vynikající profesní kariéru.

## Insignie
Řád má podobu hvězdy téměř kruhového tvaru. Uprostřed je kulatý medailon s portrétem Niceta Péreze. Lemován je modře smaltovaným pruhem s nápisem 17 DE MAYO • NICETO PEREZ. Na zadní straně je vyobrazen státní znak Kuby.
Stuha se skládá z deseti stejně širokých pruhů v barvách zelené a hnědé. Jednotlivé barvy se pravidelně střídají. Stuhou je potažena kovová destička ve tvaru pětiúhelníku.